# Lusigny
Lusigny é uma comuna francesa na região administrativa de Auvérnia-Ródano-Alpes, no departamento Allier. Estende-se por uma área de 45 km². Em 2010 a comuna tinha 1 746 habitantes (densidade: 38,8 hab./km²).